# Communauté de communes du Mad à l'Yron
La communauté de communes du Mad à l'Yron est une ancienne communauté de communes française, qui était située dans le département de Meurthe-et-Moselle.
Le 1er janvier 2011, cette communauté de communes fusionne avec la Communauté de communes des Trois Vallées pour donner naissance à la Communauté de communes du Chardon Lorrain.

## Composition
Cette communauté de communes était composée des 11 communes suivantes :
1. Chambley-Bussières (siège)
2. Dampvitoux
3. Hagéville
4. Hannonville-Suzémont
5. Mars-la-Tour
6. Puxieux
7. Saint-Julien-lès-Gorze
8. Sponville
9. Tronville
10. Waville
11. Xonville